# One Love Peace Concert
Il One Love Peace Concert è stato un grande concerto tenutosi nello stadio nazionale di Kingston, Giamaica, il 22 aprile 1978. La manifestazione si è tenuta durante la guerra civile politica giamaicana, fomentata dai due principali partiti politici, il Partito Laburista Giamaicano ed il Partito Nazionale del Popolo, e raggiunge il culmine quando, dopo la performance di Jammin' di Bob Marley and the Wailers, il cantante convince i due principali esponenti politici isolani, Michael Manley (PNP) ed Edward Seaga (JLP), a stringersi la mano.

## Storia precedente

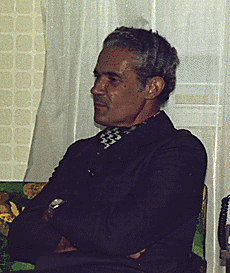
Micheal Manley nel 1977.

Appena eletto primo ministro giamaicano nel 1972, Michael Manley, comincia ad attuare un programma di tipo socialista, statalizzando le principali industrie di esportazione nazionali con l'intento di redistribuire la ricchezza ai ceti più poveri. La sua agenda risulta però insostenibile, così come la sua politica che impedisce gli investimenti stranieri in Giamaica. Dal 1974 il principale oppositore è Edward Seaga del Partito Laburista Giamaicano, ed i due esponenti cominciano a pagare gangster locali per aumentare il loro potere tra la gente.
Ironicamente, l'idea per il concerto proviene proprio da due gangster avversari, che si ritrovano in cella assieme; Claudius "Claudie" Massop (JLP) e Aston "Bucky" Marshall (PNP) capiscono che la cosa migliore da fare è riappacificare la passione attraverso la musica, usata come fattore riunificante, con un grande concerto. Così Massop appena uscito di prigione vola a Londra, dove vive Bob Marley, e lo convince a tornare in patria e partecipare all'evento, è da notare che il One Love Peace Concert è la prima esibizione dopo l'attentato che il cantante ha ricevuto nel 1976.

## Il concerto
Il One Love Peace Concert riunisce sul palco i 16 più importanti artisti reggae della Giamaica, ed è stato chiamato dai media "Third World Woodstock" (La Woodstock del terzo mondo). Il concerto attrae più di 32.000 persone; comincia alle 17:00 e viene inaugurato da Asfa Wossen, principe dell'Etiopia, esprimendo la sua approvazione per lo sforzo degli organizzatori per riportate la pace nell'isola, questa introduzione dimostra a che punto è arrivata la crescita della cultura rastafari in Giamaica in quegli anni. Il concerto viene diviso in due parti, nella prima si esibiscono gli artisti emergenti, nella seconda gli artisti più famosi.
La seconda metà della manifestazione viene aperta da Jacob Miller, ed è in questo momento che arrivano Edward Seaga e Michael Manley, il momento più importante del cantante è arrivato quando accende una canna, la offre ad un poliziotto lì vicino, indossa il casco dell'uomo e termina la sua esibizione. Successivamente Peter Tosh sfrutta l'occasione della presenza dei due politici per attaccarli sulle loro posizioni contro la legalizzazione della marijuana, ma, durante la sua esibizione di 66 minuti, parla di tutti i principali problemi della parte povera della società giamaicana. verso le 12:30 Bob Marley sale sul palco ed esegue tutti i suoi più grandi successi, l'apice dell'esibizione è quando, dopo aver eseguito Jammin', invita sul palco Manley e Seaga e li convince a stringersi le mani, a significare l'unione per riportare la pace nell'isola.

## L'impatto del concerto
Sfortunatamente il concerto non ottiene il suo obiettivo, tanto che i due organizzatori, Massop e Marshall, vengono uccisi entro due anni dalla fine dell'evento. I critici di Manley lo attaccano asserendo che il politico abbia partecipato al concerto solo per raccogliere voti dai poveri e dai rasta giamaicani. Alcune settimane dopo il concerto, infatti, vince le elezioni nonostante le violenze aumentino tra le gang isolane. I due politici principali, Manley e Seaga non si incontreranno più in pubblico fino ai funerali di Bob Marley, nel 1981.

## Artisti aderenti
- The Meditations
- Althea and Donna
- Dillinger
- The Mighty Diamonds
- Junior Tucker
- Culture
- Dennis Brown
- Trinity
- Leroy Smart
- Jacob Miller e gli Inner Circle
- Big Youth
- Beres Hammond
- Peter Tosh
- Ras Michael e The Sons of Negus
- Bob Marley & The Wailers

## Compilation ricavate
- 1998: Bob Marley - One Love Peace Concert
- 2000: Peter Tosh - Live at the One Love Peace Concert